# Guerra Cimbria
A Guerra Címbria (113-101 a.C.) foi travada entre a República Romana e as tribos germânicas dos cimbros e dos teutões, que migraram da península da Jutlândia (a moderna Dinamarca) para o território romano, e confrontaram Roma e seus aliados. A Guerra Címbria foi a primeira vez desde a Segunda Guerra Púnica que a Itália e Roma estiveram seriamente ameaçadas.
Essa guerra teve um grande efeito nas políticas internas de Roma e na organização de seus exércitos, contribuindo bastante para a carreira política de Caio Mário, cujos consulados e conflitos políticos desafiaram muitas das instituições políticas da República Romana da época. A ameaça cimbra, junto com a Guerra de Jugurta, inspiraram as reformas marianas nas legiões romanas.
Roma terminou vitoriosa e seus adversários germânicos — que infligiram nos exércitos romanos a maior perda desde a Segunda Guerra Púnica, com vitórias nas batalhas de Aráusio e Noreia — foram praticamente aniquilados após vitórias romanas em Águas Sêxtias e Vercelas. Alguns dos prisioneiros sobreviventes estavam entre os gladiadores rebeldes da Terceira Guerra Servil.

## Migrações e conflitos
Por razões desconhecidas (possivelmente devido às mudanças climáticas da idade do ferro pré-romana), por volta de 120-115 a.C., os cimbros deixaram suas terras originais às margens do mar Báltico na península da Jutlândia e no sudeste da Escandinávia. Viajaram para o sudeste e logo se juntaram aos seus vizinhos (e possivelmente parentes) teutões. Juntos eles derrotaram os escordiscos e os boios, muitos dos quais juntaram-se a eles. Em 113 a.C., eles chegaram ao Danúbio, na Nórica, lar dos tauriscos, aliados de Roma. Incapazes de se defenderem desses novos e poderosos invasores por conta própria, os tauriscos pediram ajuda aos romanos.

## Derrotas romanas iniciais
No ano seguinte, o cônsul romano Cneu Papírio Carbão liderou as legiões em Nórica e, depois de uma impressionante demonstração de força, assumiu uma poderosa posição defensiva exigindo que os cimbros e seus aliados deixassem a província imediatamente. Os cimbros inicialmente tentaram cumprir pacificamente as demandas romanas, mas logo descobriram que Carbão tinha armado uma emboscada contra eles. Enfurecidos com a traição, eles atacaram e, na Batalha de Noreia, aniquilaram o exército de Carbão, quase matando-o no processo.
O caminho para  a Itália estava agora aberto, mas, por alguma razão, os cimbros e seus aliados moveram-se para oeste através dos Alpes e invadiram a Gália. Em 109 a.C., eles invadiram a província romana da Gália Narbonense e derrotaram o exército romano comandado por Marco Júnio Silano. Naquele mesmo ano, venceram outro exército romano na Batalha de Burdígala (atual Bordeaux) e mataram seu comandante, o cônsul Lúcio Cássio Longino. Em 107 a.C., os romanos foram derrotados novamente, dessa vez pelos tigurinos, que se aliaram aos cimbros na travessia dos Alpes.

## O desastre em Aráusio
Em 105 a.C., o novo cônsul, Cneu Málio Máximo, e o procônsul Quinto Servílio Cepião, com o objetivo de encerrar a guerra de uma vez por todas, juntaram a maior força armada desde a Segunda Guerra Púnica — e possivelmente a maior força que os romanos já haviam juntado para uma batalha — com mais de 80 mil homens, além de dezenas de milhares de auxiliares e acompanhantes de acampamento, divididos em dois exércitos, cada um liderado por um deles.
Os dois comandantes levaram seus exércitos para o Rio Ródano, perto de Orange, onde, não confiando um no outro, ergueram acampamentos separados em lados opostos do rio, o que deixou ambas as forças vulneráveis a ataques separados. Cepião insensatamente atacou sem a ajuda de Máximo, e foi derrotado; suas legiões foram aniquiladas e seu acampamento foi tomado. O então isolado e desmoralizado exército de Máximo foi facilmente derrotado, com milhares de mortos tentando desesperadamente fugir e proteger o acampamento mal posicionado. Apenas Cepião, Máximo e algumas centenas de romanos escaparam com vida atravessando o rio. A Batalha de Aráusio foi a mais custosa derrota de Roma desde a Batalha de Canas e, de fato, as perdas e consequências de longo prazo foram muito maiores. Para os cimbros e os teutões foi um grande — ainda que temporário — triunfo. Em vez de reunirem seus aliados e marcharem sobre Roma, os cimbros decidiram invadir a Hispânia enquanto que os teutões permaneceram na Gália. O motivo pelo qual a Itália não foi invadida permanece um mistério.

## Mário assume o comando
Depois da devastação de Aráusio, um grande temor abateu-se sobre a República Romana. O "terror címbrico" tornou-se um bordão, já que Roma esperava os cimbros em seus portões a qualquer momento. Nessa atmosfera de pânico, o estado de emergência foi declarado. A constituição foi ignorada e Caio Mário, o vencedor de Jugurta, rei da Numídia, foi eleito cônsul, possivelmente de forma ilegal, por um período nunca antes visto de cinco anos seguidos, começando em 104 a.C.. Por causa da destruição das forças romanas em Aráusio e da pressão da iminente crise, Mário pôde construir um exército da maneira que melhor lhe aprouvesse.
Até então, o exército tinha sido uma bem treinada e bem organizada milícia, recrutada entre os aristocratas em boa saúde. Mário substituiu essa organização por uma força composta principalmente por voluntários saudáveis, mas sem terra. Ele melhorou e padronizou o treinamento, armas, armaduras, equipamento e a estrutura de comando do exército romano e fez da coorte a principal unidade tática e administrativa da legião. Junto com essas novidades, vieram novos estandartes e símbolos, especialmente a famosa águia romana, que as tropas passariam a reverenciar e que jamais poderia cair em mãos inimigas.
Com o Senado em pânico, o povo de Roma entregou o poder a Mário para que ele construísse seu exército; o fracasso de cimbros e teutões seguido de uma vitória dos romanos abriram a oportunidade que ele precisava para finalizar sua tarefa. O exército romano transformou-se em um força de profissionais organizados e bem treinados sob a liderança de um líder brilhante e implacável.

## Roma começa a ganhar a guerra
Em 102 a.C., Mário estava pronto para marchar contra os teutões. Ele escolheu bem o terreno e construiu um acampamento fortificado no topo de um morro perto de Águas Sêxtias, para onde atraiu os teutões e seus aliados, os ambrones, induzindo-os a atacá-lo. Durante o ataque, os invasores foram emboscados por trás por uma força de cinco coortes que Mário havia escondido em um bosque próximo. Na Batalha de Águas Sêxtias, os teutões fugiram e foram massacrados; seu rei, Teutobode, foi levado acorrentado para Roma. Mas Águas Sêxtias apenas empatou a guerra, pois os cimbros permaneciam como um força formidável.

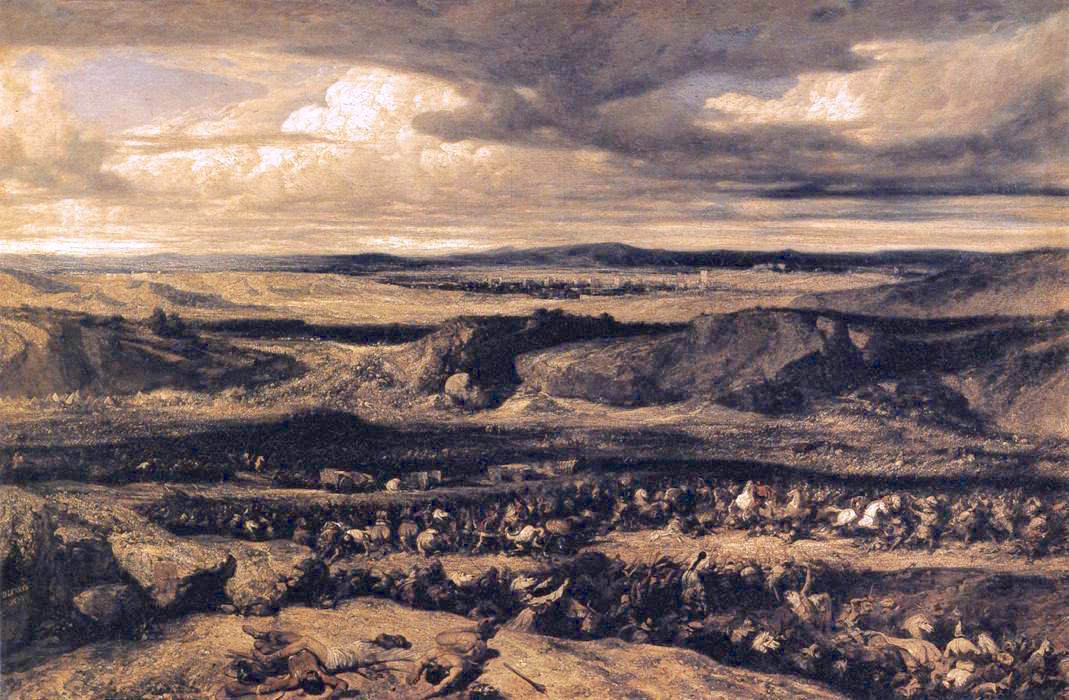
A Derrota dos Cimbros, por Alexandre-Gabriel Decamps

Em 101 a.C., os cimbros retornaram para a Gália e prepararam-se para a luta final contra Roma. Pela primeira vez os cimbros atravessaram os Alpes, que o co-cônsul de Mário naquele ano, Quinto Lutácio Cátulo, havia falhado em fortificar. Cátulo retirou-se para além do Rio Pó deixando o campo aberto para invasores na Gália Cisalpina, mas os cimbros preferiram saquear as regiões férteis que encontraram, o que deu tempo para Mário chegar com reforços — a mesma legião vencedora de Água Sêxtias. Seria na Batalha de Vercelas, perto da confluência do rio Sésia com o Pó, nas planícies Raudinas, que a superioridade das novas legiões romanas e sua cavalaria seria demonstrada. Em uma derrota devastadora, os cimbros foram praticamente aniquilados e seus dois líderes, Boiorix e Lúgio, morreram. As mulheres preferiram suicidar-se com suas crianças para evitar a escravidão. Foi então que a guerra, que começou como uma migração em massa, acabou em derrota e suicídio em massa.

## Consequências
Os cimbros não foram totalmente varridos do mapa ou das páginas da história. Uma pequena população remanescente de cimbros e teutões permaneceu no norte da Jutlândia, sul da Escandinávia e na costa do mar Báltico, pelo menos até o século I. Seus aliados, os boios, com quem eles se misturaram, estabeleceram-se no sul da Gália e da Germânia e estavam lá para receber e enfrentar Júlio César, sobrinho de Mário, em suas campanhas de conquista nas Guerras Gálias. Segundo os relatos, alguns dos sobreviventes capturados participaram da rebelião de gladiadores na Terceira Guerra Servil.
Esta guerra teve um impacto imediato e duradouro em Roma. O fim da Guerra Cimbria foi marcado pelo começo da rivalidade entra Mário e Sula, líderes das facções dos populares e optimates respectivamente, e que levaria à primeira das grandes guerras civis romanas. Além disso, depois da vitória em Vercelas e sem pedir permissão ao Senado, Mário concedeu a cidadania romana a seus soldados italianos, alegando que, no momento da batalha, não podia distinguir as vozes dos romanos e dos aliados italianos. Dali em diante, todas as legiões italianas transformaram-se em legiões romanas e as cidades aliadas da península itálica (conhecidas como "sócias") começaram, progressivamente, a demandar maior participação na política externa da República, o que resultou na devastadora Guerra Social (91–88 a.C.).